# 伊豆半島

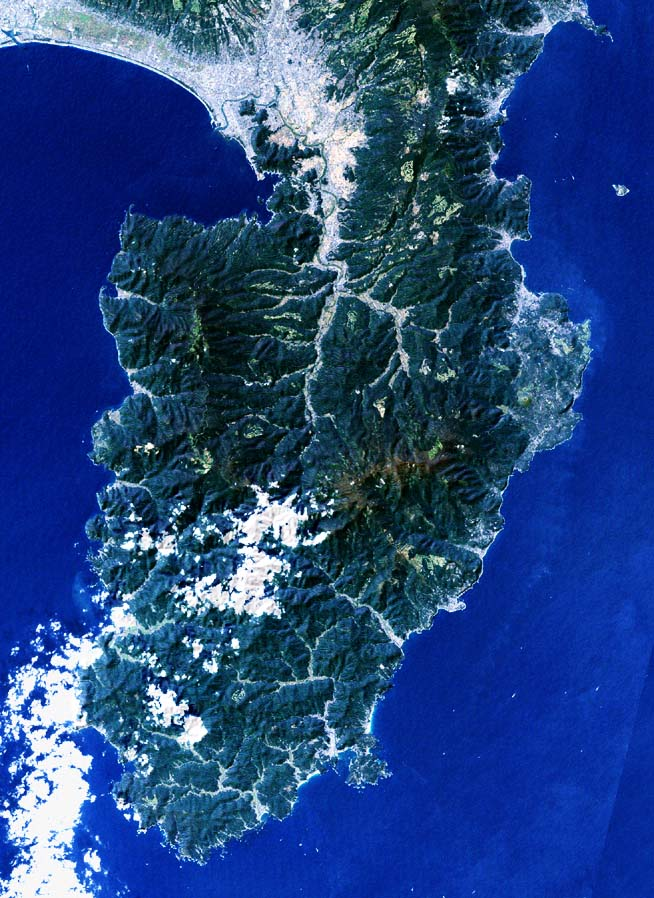

伊豆半島（日语：／ Izu hantō */?），是位於日本本州東南部，靜岡縣東端附近的一個半島，面积1,430平方公里。
在行政地域分區方面，伊豆半島包括了伊東市、下田市、伊豆市、伊豆之國市、沼津市的南部、以及賀茂郡。
當地的富士箱根伊豆國立公園，包括了海岸和天城山等景點，由於位置接近菲律賓板塊附近，發生地震的次數頗多，因此經地熱能加熱的地下水也會隨地殼變動而湧出，成為溫泉。
伊豆半島三面環海，計有東面的相模灣、西面的駿河灣，而最南面的石廊崎鄰近太平洋。

## 經濟
以熱海、修善寺、伊東的溫泉為名的溫泉勝地，成為關東地方居民的熱門觀光地。
半島緊連著富士山，是富士箱根伊豆國立公園的一部分。
除了溫泉外，作為觀光休閒勝地，海水浴、衝浪、高爾夫與騎摩托車等活動也相當盛行。
除了旅遊業外，農業與釣魚也是該地的地域經濟的重要要素。
伊豆也是日本最大的山葵生產地之一，當地料理很多富有山葵的風味。

## 構成
整個半島都位於静岡縣內。並由8個市與5個町所構成。
- 熱海市
- 三島市
- 伊豆市
- 伊豆之國市
- 下田市
- 伊東市
- 東伊豆町
- 河津町
- 松崎町
- 南伊豆町
- 西伊豆町

## 交通

### 鐵道
- 東海旅客鐵道
  - 東海道新幹線
  - 東海道本線

- 東日本旅客鐵道
  - 東海道本線
  - 伊東線

- 伊豆急行
  - 伊豆急行線

- 伊豆箱根鐵道
  - 駿豆線

### 巴士
- 東海巴士集團（小田急系）
  - 伊豆東海巴士
  - 南伊豆東海巴士
  - 西伊豆東海巴士
  - 新東海巴士
  - 東海巴士OrangeShuttle
- 伊豆箱根巴士（西武系）

### 道路
- 國道1號（東海道）
- 國道135號
- 國道136號（一部分為下田街道）
- 國道414號（一部分為下田街道）
- 熱海Beach Line
- 伊豆Sky Line
- 松崎街道
- 修善寺道路
- 伊豆中央道

## 外部連結
- 伊豆新聞 （页面存档备份，存于）